# Sanne Cant

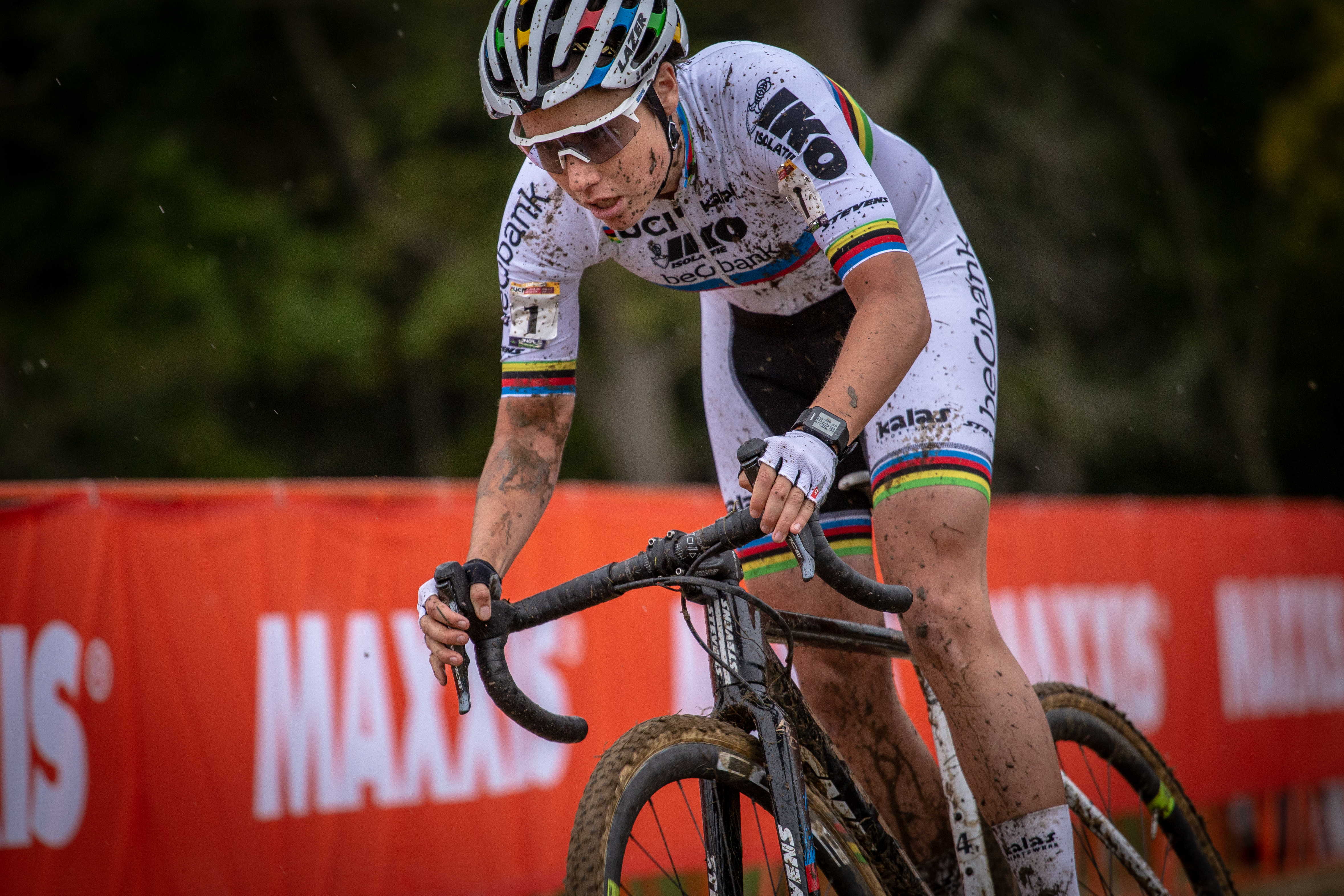
Cant beim Jingle Cross Cyclocross World Cup-Rennen in Iowa City, 2018

Sanne Cant (* 8. Oktober 1990 in Lille, Provinz Antwerpen) ist eine belgische Radsportlerin, die hauptsächlich bei Querfeldeinrennen erfolgreich ist, aber auch auf der Straße aktiv ist. Im Cyclocross ist sie dreimalige Weltmeisterin und dreimalige Weltcupsiegerin. Von 2010 bis 2024 gewann sie 15-mal in Folge die belgische Meisterschaft. 

## Sportliche Laufbahn
Cant begann mit Cyclocross im Alter von sieben Jahren durch eine Cousine, die diesen Sport betrieb. Da sie in diesem Alter in Belgien noch keine Rennen fahren durfte, fuhren ihre Eltern sie dafür jeweils über die Grenze in die Niederlande. Als sie später auch in Belgien Jugend-Wettkämpfe bestreiten konnte, gewann sie in jedem Jahr die Provinzialmeisterschaften von Antwerpen. Von 2006 bis 2008 war sie jeweils belgische Jugend-Meisterin.
In der Saison 2008/2009 erstmals in der Elite fahrend, wurde sie bei den belgischen Cyclocross-Meisterschaften auf Anhieb Zweite hinter Joyce Vanderbeken und gewann im Sommer die Landesmeisterschaften im Cross-Country-Mountainbike. Sie verfolgte diese Disziplin jedoch nicht weiter und bereitete sich in den folgenden Jahren eher mit Straßenrennen auf die Querfeldein-Saison vor. Anfang 2010 gewann sie erstmals die belgischen Cyclocross-Meisterschaften und gab diesen Titel bis einschließlich 2024 nicht mehr ab. 
Auf internationaler Ebene gewann sie Anfang 2011 mit dem Krawatencross in ihrem Geburtsort Lille zum ersten Mal einen Klassementscross und zugleich die Gesamtwertung der GvA Trofee. Sie zeichnete in der Folge einen Vertrag mit dem Team Telenet-Fidea, widerrief diesen jedoch und blieb bei BKCP-Powerplus. Wegen dieses Vertragsbruchs wurde sie später zu einer Strafe von 30.000 € verurteilt. Dessen ungeachtet machte sie in den folgenden Jahren kontinuierlich Fortschritte Richtung Weltspitze: Bei den Cyclocross-Weltmeisterschaften 2012 war sie mit dem dritten Platz erstmals auf dem Podium; 2014/2015 gewann sie unter anderem die Gesamtwertung des UCI-Cyclocross-Weltcups sowie die Europameisterschaften und führte die Weltrangliste an. Bei den Weltmeisterschaften scheiterte sie im Zielsprint an Pauline Ferrand-Prévot. Dank ihrer Erfolge wurde Cant zu einer der wenigen Fahrerinnen, die allein mit Cyclocross eine Profi-Karriere bestreiten konnte.
2015/2016 schaffte Cant eine nahezu perfekte Saison mit dem Gewinn aller drei großen Rennserien (Weltcup, Trofee, Superprestige), der Europameisterschaft und ihrer nunmehr sechsten belgischen Meisterschaft. Nur bei der Weltmeisterschaft, wo sie bis zur Schlussrunde in der Spitzengruppe lag, blieb ihr erneut der Erfolg versagt; sie wurde Dritte. Die folgenden beiden Saisons sollten den Höhepunkt ihrer Karriere bilden: Sie gewann zwei bzw. drei der großen Rennserien, und bei der WM 2017 holte sie nach einem Kopf-an-Kopf-Duell mit Marianne Vos endlich den Titel; 2018 in Valkenburg wiederholte sie diesen Erfolg. 2018/2019 konnte sie sich trotz etwas geringerer Resultate zum Saisonende nochmals steigern und wurde zum dritten Mal in Folge Weltmeisterin, wobei sie sich allein gegen vier Fahrerinnen der niederländischen Mannschaft durchsetzte.
Mit diesen Triumphen hatte Cant ihren Zenith überschritten, gehörte aber weiterhin zur erweiterten Weltspitze. Obwohl Landsfrauen wie Laura Verdonschot oder Marion Norbert-Riberolle in der Weltrangliste an ihr vorbeizogen, konnte sie sich jedes Jahr wieder bei den belgischen Meisterschaften durchsetzen.
Im Straßenradsport engagierte sich Cant erst ab 2020 stärker, während sie dem neu gegründeten Team Ciclismo Mundial (heute Fenix-Deceuninck) angehörte. Sie fuhr unter anderem in der Tour de France Femmes 2022 und 2023 sowie dem Giro Donne 2024, konnte jedoch keine Siege erzielen. Ein Sturz bei Paris–Roubaix Femmes 2023 brachte ihr eine Gesichtsverletzung ein, die mit 60 Stichen genäht werden musste. Nachdem sie bereits 2018 Dritte bei den belgischen Meisterschaften gewesen war, erzielte sie 2024 mit dem zweiten Platz hinter Lotte Kopecky ihr bestes Resultat. Sie kündigte an, nach der Cyclocross-Saison 2024/2025 ihre Karriere zu beenden; zu den belgischen Meisterschaften 2025 trat sie nicht mehr an.
Bei ihrer letzten Cyclocross-Weltmeisterschaft 2025 belegte sie im Französischen Liévin den 9. Platz.

## Auszeichnungen
2017 und 2018 wurde Sanne Cant mit der Flandrienne-Trofee als Radsportlerin des Jahres von Belgien ausgezeichnet.

## Erfolge
| 2009/2010 Belgische Meisterin 2010/2011 Belgische Meisterin GvA Trofee – Gesamtwertung / Lille 2011/2012 Weltmeisterschaften Belgische Meisterin 2012/2013 Belgische Meisterin Bpost Bank Trofee – Gesamtwertung / Essen, Loenhout, Oostmalle 2013/2014 Belgische Meisterin Bpost Bank Trofee – Gesamtwertung / Hasselt, Essen, Lille, Oostmalle 2014/2015 Weltmeisterschaften Europameisterin Belgische Meisterin Weltcup – Gesamtwertung / Koksijde, Milton Keynes Bpost Bank Trofee – Hamme, Hasselt, Lille 2015/2016 Weltmeisterschaften Europameisterin Belgische Meisterin Weltcup – Gesamtwertung / Koksijde, Zolder, Lignières Superprestige – Gesamtwertung / Gieten, Zonhoven, Ruddervoorde, Gavere, Hoogstraten, Middelkerke Bpost Bank Trofee – Gesamtwertung / Essen, Antwerpen, Loenhout, Baal 2016/2017 Weltmeisterin Belgische Meisterin Weltcup – Zeven Superprestige – Gesamtwertung / Gieten, Zonhoven, Gavere, Middelkerke DVV Trofee – Gesamtwertung / Hamme, Essen, Antwerpen, Loenhout | 2017/2018 Weltmeisterin Europameisterin Belgische Meisterin Weltcup – Gesamtwertung / Waterloo, Bogense, Zeven, Zolder, Hoogerheide Superprestige – Gesamtwertung / Diegem, Hoogstraten, Middelkerke DVV Trofee – Hamme, Essen, Antwerpen, Loenhout, Lille 2018/2019 Weltmeisterin Belgische Meisterin Superprestige – Gesamtwertung / Zonhoven, Diegem, Hoogstraten DVV Trofee – Gesamtwertung / Niel, Lille 2019/2020 Belgische Meisterin 2020/2021 Belgische Meisterin 2021/2022 Belgische Meisterin 2022/2023 Belgische Meisterin 2023/2024 Weltmeisterschaften – Staffel Europameisterschaften – Staffel Belgische Meisterin 2009 Belgische Meisterin – Cross-Country XCO |

## Privates
Seit 2023 ist bekannt, dass Sanne Cant in einer Beziehung mit einer belgischen Radsportkollegin lebt. Ihr Bruder Kevin war ebenfalls als Querfeldeinfahrer aktiv.